# ダーケストアワー 消滅
『ダーケストアワー 消滅』（The Darkest Hour）は、クリス・ゴラック監督、ティムール・ベクマンベトフ製作による2011年のロシア・アメリカ合衆国のSFスリラー映画。

## あらすじ
モスクワのナイトクラブで停電が発生。アメリカから客として訪れていた若者ショーンとベンが外に出てみると、謎の光が地上に降り出した。
光から降りてきたのは、触れるだけで人間を破壊することができる侵略者だった。
3人の若者とともに侵略者から逃れたショーンたちは、世界のほかの地域でも同じようなことが起きていることを知り、姿なき侵略者たちに立ち向かうのであった。

## キャスト
※括弧内は日本語吹替
- ショーン - エミール・ハーシュ（浅沼晋太郎）
- ナタリー - オリヴィア・サールビー（うえだ星子）
- ベン - マックス・ミンゲラ（平川大輔）
- アン - レイチェル・テイラー（甲斐田裕子）
- スカイラー - ヨエル・キナマン（檀臣幸）
- ヴィカ - ヴェロニカ・ヴェルナドスカヤ（英語版）（明石香織）

## 製作
3000万ドルの予算で、3Dカメラを使って2010年7月18日にモスクワで撮影が始まった。途中、山火事や都市スモッグの影響で撮影は一時中断された。